# خیزش دموکراتیک ژوئن
مبارزات دموکراتیک ژوئن (به انگلیسی: June Democratic Struggle) (کره‌ای: ۶월 민주 항쟁; هانجا: 六月民主抗爭) که به نام‌های جنبش دموکراسی ژوئن (به انگلیسی: June Democracy Movement) و خیزش دموکراتیک ژوئن (به انگلیسی: June Democratic Uprising) نیز شناخته می‌شود، یک جنبش سراسری طرفدار دموکراسی در کره جنوبی بود که از ۱۰ تا ۲۹ ژوئن ١٩٨٤ اعتراضات گسترده‌ای را برانگیخت. تظاهرات دولت حاکم را مجبور به برگزاری انتخابات و ایجاد اصلاحات دموکراتیک دیگر کرد که منجر به تأسیس جمهوری ششم، دولت کنونی کره جنوبی شد.
در ۱۰ ژوئن، رئیس‌جمهور وقت چون دو هوان، روه تای-وو را به عنوان رئیس‌جمهور بعدی اعلام کرد. تعیین علنی جانشین به عنوان آخرین توهین به بازنگری در قانون اساسی کره جنوبی برای اجازه انتخابات مستقیم رئیس‌جمهور تلقی می‌شد. اگرچه فشار بر رژیم، در قالب تظاهرات دانشجویان و سایر گروه‌ها، مدتی بود که افزایش یافته بود، اما این اعلامیه اعتراضات گسترده و مؤثری را در پی داشت.
عدم تمایل به توسل به خشونت جهت سرکوب مردم قبل از بازی‌های المپیک تابستانی ۱۹۸۸ سئول (که توجه جهانی را به خود جلب کرد), و اعتقاد به اینکه روه تای-و می‌تواند با توجه به اختلافات درون اپوزیسیون به هر حال در انتخابات رقابتی پیروز شود. , چون و و هوان روه تای-وو به خواسته‌های اصلی انتخابات ریاست جمهوری مستقیم و احیای آزادی‌های مدنی موافقت کردند. اگرچه روه در دسامبر با یک رأی اکثریت به عنوان رئیس‌جمهور انتخاب شد، تحکیم دموکراتیک کره جنوبی به‌طور کامل در جریان بود.

## زمینه

### انتخابات غیر مستقیم ریاست جمهوری
از زمان اجرای قانون اساسی یوشین در سال ۱۹۷۲ توسط پارک چونگ هی، رئیس‌جمهور وقت، رؤسای جمهور کره جنوبی به‌طور غیرمستقیم توسط کنفرانس ملی اتحاد انتخاب می‌شدند. این سیستم حتی پس از ترور پارک و سپس چوی کیو-ها که خودش پس از کودتای دوازدهم دسامبر جانشین چونگ شد، پابرجا ماند. از آنجایی که انتخابات توسط خود حکومت انتخاب شده بود، هیچ نوع کنترل دموکراتیکی بر قدرت ریاست جمهوری را نشان نمی‌داد.
چونگ به دنبال ارتقای جایگاه داخلی و بین‌المللی خود با ارائه پوششی از نمایندگی دموکراتیک، انتخابات پارلمانی را در سال ۱۹۸۵ برگزار کرد. با وجود اینکه حزب حاکم تنها دو مقام را از دست داد، نتیجه یک پیروزی اخلاقی بزرگ برای مخالفان به رهبری کیم دای جونگ و کیم یانگ‌سام بود. خواسته اصلی اپوزیسیون انتخابات مستقیم ریاست جمهوری بود، و چونگ تلاش کرد تا با راه اندازی کمپین تأخیر، مشورت و تعویق این امر را خنثی کند. یک کمیته پارلمانی چندین ماه در مورد پیشنهادات مختلف بحث کرد اما در ۱۳ آوریل ١٩٨٤، چونگ این کمیته را تا بعد از المپیک تعلیق کرد. این اقدام ناآرامی‌ها را تشدید کرد، اما تظاهرات‌های ناشی از آن حکومت را تحت تأثیر قرار نداد و چونگ تصمیم گرفت به برنامه خود برای انتصاب روه به عنوان جانشین خود ادامه دهد.
در طول این دوره، جنبش کارگری، دانشجویان دانشگاه و به ویژه کلیساها در یک اتحاد متقابل برای اعمال فشار فزاینده بر حکومت پیوستند. این امر، بخشی از جامعه مدنی را بسیج کرد، علاوه بر اپوزیسیون سیاسی، هسته مقاومت را تشکیل داد که در وقایع سرنوشت‌ساز ژوئن عمومیت یافت.

### شکنجه و مرگ باک جونگ چئول

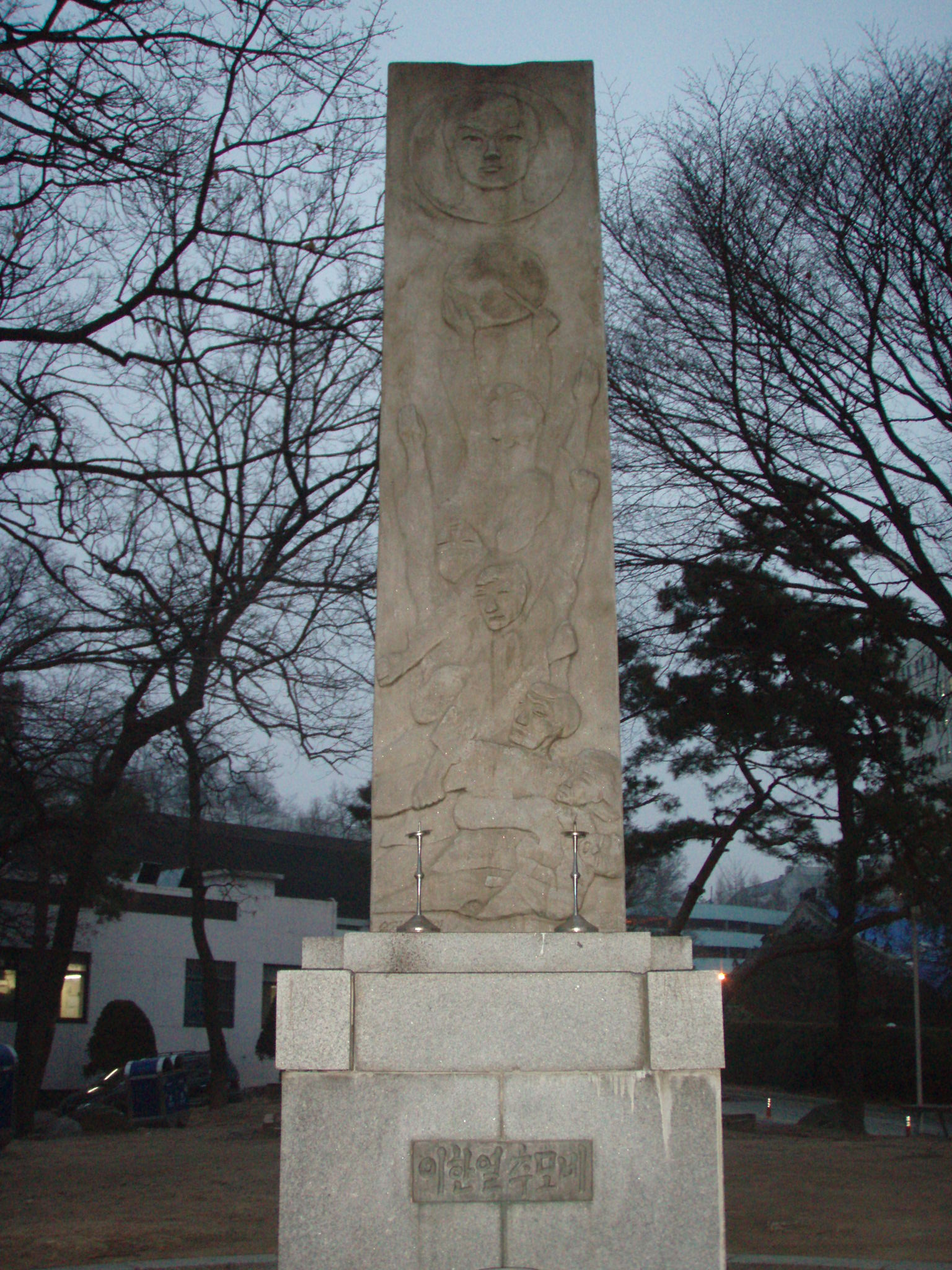
یادبود لی هان یول

در دهه ۱۹۸۰، بسیاری از فعالان دانشجویی پس از وقایع قتل عام گوانگجو در سال ۱۹۸۰، علیه دیکتاتوری چون دو هوان در حال مبارزه بودند. باک جونگ چول، رئیس شورای دانشجویی در بخش زبان‌شناسی دانشگاه ملی سئول بود. در جریان تحقیقات امنیتی، باک که بازداشت شده بود از اعتراف به محل اختفای یکی از فعالان همکار خود خودداری کرد. در طول بازجویی، مقامات از تکنیک‌های القای حس غرق‌شدن برای شکنجه او استفاده کردند، که در نهایت منجر به مرگ او در ۱۴ ژانویه ١٩٨٤ شد.
اطلاعات مربوط به وقایع مرگ باک جونگ چئول در ابتدا سرکوب شد. با این حال، در ۱۸ مه، انجمن کشیشان کاتولیک برای عدالت (CPAJ) حقیقت را برای مردم فاش کرد و احساسات عمومی بیشتر برانگیخته شد. این انجمن به افتخار او تظاهراتی را در ۱۰ ژوئن برنامه‌ریزی کرد.

### مرگ لی هان یول
با تشدید تظاهرات، دانشجویان در دانشگاه یانسه سوگند یاد کردند که در میدان حاضر شوند و در روز ۹ ژوئن در دانشگاه تظاهرات کردند. در جریان اعتراض، لی هان یول، دانشجوی دانشگاه یانسه، با نفوذ یک نارنجک گاز اشک آور به جمجمه اش به شدت مجروح شد. تصویر جراحت او به سرعت به نماد اعتراضات بعدی در هفته‌های بعد تبدیل شد. وی سرانجام در ۱۴ ژوئیه پس از موافقت حکومت با خواسته‌های مردم بر اثر شدت جراحات جان باخت. بیش از ۱٫۶ میلیون شهروند در مراسم تشییع جنازه ملی او شرکت کردند.

## تظاهرات اصلی
قانون اساسی ۱۹۸۰ رئیس‌جمهور را به یک دوره هفت ساله محدود کرده بود ولی چون دو هوان هیچ تلاشی برای اصلاح این سند نکرد تا به او اجازه دهد دوباره در سال ۱۹۸۷ نامزد شود. با این حال، در حالی که حکومت او تا حدودی ملایم تر از پارک بود، او در برابر درخواست‌ها برای باز کردن بیشتر رژیم مقاومت کرد.
در ۱۰ ژوئن، روه تای-وو به عنوان نامزد ریاست جمهوری در همایش حزب عدالت دموکراتیک در جامسیل آرنا نامزد شد. تظاهرات بزرگی در سرتاسر کشور برگزار شد و حدود ۲۴۰۰۰۰ نفر در ۲۲ شهر از جمله سئول شرکت کردند. بسیاری از افراد از هر طبقه اجتماعی به شرکت کنندگان پیوستند و از تظاهرات حمایت کردند.
در ۱۸ ژوئن، تظاهرات ملی برای طرد نارنجک‌های گاز اشک آور، ۱٫۵ میلیون نفر را در حداقل ۱۶ شهر به خیابان‌ها آورد. سرانجام، کارگران یقه سفید که پیش از این در حاشیه مانده بودند، با پرتاب رول دستمال توالت، کف زدن و حمایت خود را اعلام کردند. در ۱۹ ژوئن، چون دستور بسیج ارتش را صادر کرد، اما از ترس تکرار کشتار خشونت‌آمیز گوانگجو، ظرف چند ساعت آنها را لغو کرد. در ۲۶ ژوئن، راهپیمایی بزرگ ملی صلح توسط گوک بون (ستاد جنبش ملی برای دستیابی به قانون اساسی دموکراتیک - بیش از ۱ میلیون نفر) برگزار شد. که مردم در ۳۴ شهر شرکت کردند و ۳۴۶۷ نفر بازداشت شدند.
سرانجام، رو تائه وو اعلامیه ۲۹ ژوئن را صادر کرد و با وعده اصلاح قانون اساسی و آزادی کیم دای جونگ، در برابر خواسته‌های معترضان تسلیم شد.

## پیامدها

### اقدام بزرگ کارگری ١٩٨٤

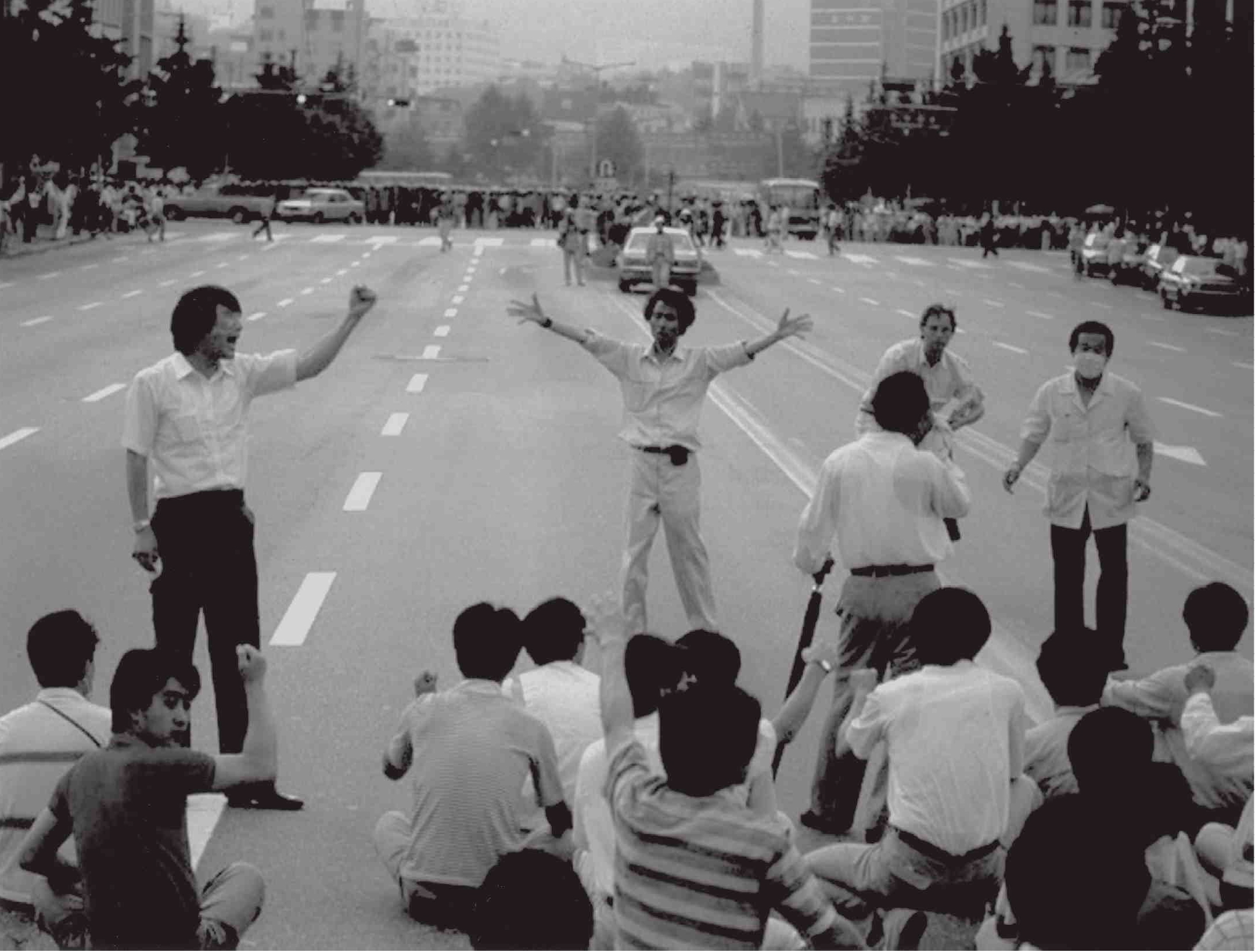
معترضان در سئول

پس از خیزش دموکراتیک ژوئن، اتحادیه کارگری گروه هیوندای موتور در اولسان در ۵ ژوئیه تأسیس شد. بسیاری از کارگران در سراسر کشور شروع به تأسیس اتحادیه‌های کارگری کردند و اقداماتی را برای خواستار شرایط بهتر مانند اعتصابات و اعتصابات انجام دادند. در عرض یک سال، ۴۰۰۰ اتحادیه جدید به نمایندگی از حدود ۷۰۰۰۰۰ کارگر تأسیس شد و اعضای اتحادیه از ۱٫۰۶ میلیون در سال ۱۹۸۶ به ۱٫۹۸ میلیون در سال ۱۹۹۰ افزایش یافت. یک کارگر به نام لی سوک کیو، پس از اصابت گاز اشک آور در ۲۲ اوت کشته شد و کارگران هیوندای در ۲ سپتامبر تالار شهر اولسان را اشغال کردند. در ۲۹ سپتامبر، دولت اعلام کرد که اقداماتی را برای تبدیل کردن کارگران به طبقه متوسط انجام خواهد داد.

### نهمین متمم قانون اساسی
پس از اعلامیه ۲۹ ژوئیه، سرانجام اصلاح قانون اساسی به‌طور جدی آغاز شد. در ۱۲ اکتبر لایحه قانون اساسی تصویب شد و در ۲۸ اکتبر تصویب شد. در ۲۵ فوریه ۱۹۸۸، زمانی که رو تائه وو به عنوان رئیس‌جمهور جدید به سرکار آمد، قانون اساسی جدید رسماً اجرایی شد.
قانون اساسی دهم حقوق شهروندی را تقویت کرد. حقوق طبیعی و قانونی به صراحت مشخص شد، انتخابات ریاست جمهوری مستقیم اجرا شد و قدرت رئیس‌جمهور به نفع مجلس ملی کره جنوبی کاهش یافت.

### اولین انتخابات دموکراتیک در کره جنوبی
روه نامزدی خود را در ۱۰ ژوئن به عنوان نامزد ریاست حزب عدالت دموکراتیک حفظ کرد و جانشین منتخب چون باقی ماند. روه از حمایت قانونی کافی در میان رای‌دهندگان کره ای برای رقابت در انتخابات دسامبر ١٩٨٤ برخوردار بود.
دو هفته قبل از انتخابات ریاست جمهوری، پرواز ۸۵۸ کورین ایر که به سمت بانکوک پرواز می‌کرد منفجر شد. افشای توطئه کره شمالی علیه هواپیما و ورود کیم هیون هویی، یکی از عوامل این حمله به سئول، یک روز قبل از انتخابات، فضای سودآوری را برای رو تائه وو ایجاد کرد.
انتخابات سرانجام در ۱۶ دسامبر برگزار شد. در نهایت رو تائه وو برنده شد و ۳۶٫۶ درصد از آرا را با مشارکت ۸۹٫۲ درصدی دریافت کرد. آرای مخالفان به دو بخش تقسیم شد و کیم یانگ سام ۲۸ درصد و کیم دائه جونگ ۲۷ درصد آرا را به دست آوردند. این انتخابات سرآغاز جمهوری ششم کره جنوبی بود.

## در فرهنگ عامه
فیلم ١٩٨٤: وقتی روز فرا می‌رسد به کارگردانی جانگ جون هوان خیزش دموکراتیک ژوئن را به تصویر می‌کشد که چگونه مرگ پارک جونگ چول جرقه اعتراض‌های دموکراسی‌خواهانه را در سراسر کشور برانگیخت که مسیر تاریخ کره را در ژوئن ١٩٨٤ تغییر داد.